# Le più belle canzoni di Patty Pravo
Le più belle canzoni di Patty Pravo è un album raccolta di Patty Pravo, pubblicato nel 2005 dalla Warner. Quest'album fa parte della discografia non ufficiale della cantante italiana.

## Tracce
1. Per una bambola - 3:12 (Maurizio Monti)
2. Pazza idea - 4:47 (Paolo Dossena - Cesare Gigli - Maurizio Monti - Giovanni Ullu)
3. Pensiero stupendo - 4:15 (Ivano Fossati - Oscar Prudente)
4. I giardini di Kensington - 3:45 (Paolo Dossena - Maurizio Monti - Lou Reed)
5. Day by Day - 4:27 (Bruno Zambrini - Cesare De Natale - Franco Migliacci
6. La danza di Zorba - 4:00 (G. Gramito Ricci - G. Calabrese - M. Theodorakis)
7. Occulte persuasioni - 3:51 (Solingo - Giancarlo Trombetti)
8. Viaggio - 3:15 (Solingo - Giancarlo Trombetti)
9. Menù - 4:07 (Franco Migliacci - Bruno Zambrini
10. Se perdo te - 2:54 (Sergio Bardotti - Paul Korda)
11. La bambola - 3:03 (Franco Migliacci - Bruno Zambrini - Ruggero Cini)
12. Ragazzo triste - 3:02 (Gianni Boncompagni - Sonny Bono)